# قانون اساسی بلژیک

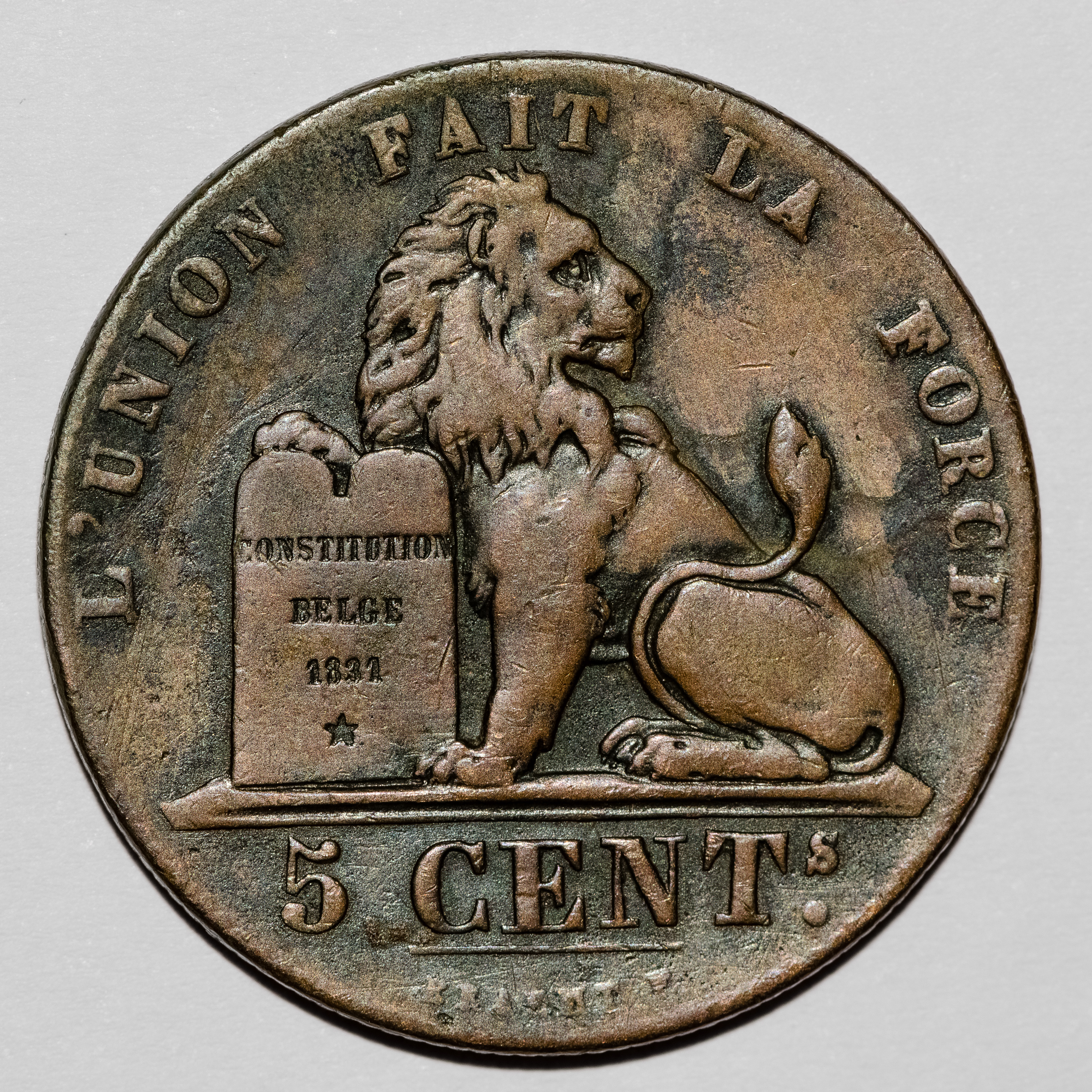
تصویر قانون اساسی بلژیک بر روی سکه بلژیکی که توسط شیر بلژیکی محافظت می‌شود.

قانون اساسی بلژیک در سال ۱۸۳۱ میلادی تصویب شد. از زمانی که بلژیک یک پادشاهی مشروطه بود این قانون شامل اصول مسئولیت‌های وزرا برای سیاست‌های حکومتی و اصل تفکیک قوا بود. در این قانون اساسی، حکومت بلژیک به عنوان یک حکومت متمرکز مشخص شده بود، با این حال از سال ۱۹۷۰ و در پی اصلاحات دولتی، دولت بلژیک تبدیل به یک دولت فدرال شد.